# Хайдутин
Хайду̀тите (на турски: haydùt) са групи от нередовна пехота в европейската част на Османската империя през XVII – XIX век.
Сведенията за хайдутите са ограничени и идват главно от фолклора на балканските народи, който ги романтизира като герои на местната съпротива срещу османската власт, или от неголям кръг османски архивни документи, в които са описани като част от обичайното за региона разбойничество.

## Термин, понятие, етимология
Етимологията на термина е унгарска, обозначаваща пограничните стражеви отряди. Османците, заимствайки го от воювалите срещу тях маджари, започват да назовават първоначално с него въоръжените „разбойници“, воюващи срещу властта им. В Русия са означавали личната въоръжена охрана на болярите и аристократите. Това показва, че в зависимост от влаганата оценка, смисълът му се мени.
Социалната оценка на хайдутите в историческа ретроспекция също се мени. Именно по това време и империята търпи първия си по-сериозен разгром в битката при Лепанто, а в българските земи избухва първото организирано мощно народно недоволство срещу османската власт – Първото търновско въстание.
От турската власт са наричани и хайрсъзи, хадамаци (хайти), арамии (харамии) и пр. На гръцки език на понятието „хайдутин“ е идентично наименованието „клефт“. Клефтите също като хайдутите се предвождат от водачи, носещи титлата „войвода“. В сърбо-хърватските поморски земи в Далмация, на понятието хайдутин, отговаря ускок. Местни хайдути действат и в Армения.
В Северен Кавказ термина абрек се доближава донякъде до хайдутин – човек хванал гората по лични причини, преминал по-късно в руския език през Кавказката война като нарицателно за банди от планински разбойници, несъгласни с властта.

## Организираното хайдушко движение
От времето на Първото търновско въстание насетне, е прието да се говори за хайдушко движение.
Значителна промяна в мисленето на хайдутите внася Георги Сава Раковски, чрез поемата Горски пътник (1857), а впоследствие – и чрез Привременния закон за Горските чети (1867). В тях той създава идеята за хайдутина като народен закрилник, както и че хайдутите трябва да се обединят и с големи чети да нахлуят в България, и да надвият Османската империя. Самият Раковски се заема да организира една такава чета – Първата Българска легия. За времето си макар да е доброволчески отряд, тя се доближава до представите за армия – 600 души (четите на хайдутите рядко са били повече от 40 – 60 души) добре екипирана с бунтовническа идеология.
Впоследствие четите на войводите от 60-те години на XIX век, като Панайот Хитов, „хвърковатия“ Филип Тотю, Сидер войвода, Хаджи Димитър и Стефан Караджа използват именно модела на Раковски – създаване на героичен ореол на войводата и кратка борба с османците, четата бива разбивана и веднага след това удря към Сърбия или Румъния за спасение. Този модел се повтаря при всички бъдещи чети. За сравнение – старите чети от XVII – XVIII в. са повече „айдуци“, отколкото „хайдути“. Те се появяват след разпадане на четите (бандите) на кърджалиите и далиите, каквито са примерите с Индже войвода и Осман пазвантоглу. През XVII – XVIII век, кърджалиите са много далеч от национална идея, в четите участват смесено османци, татари, башибозук, черкези и българи. След създаване на пан-османската идея и изтеглянето на османските части от кърджалиите, хайдутите се обособяват с малки чети, но истински смисъл на национално движение придобиват едва през 60-те години на XIX век след излизането на „Привременния закон за Горските чети“ на Г. С. Раковски, който е ярък представител на т.нар. „четническа тактика“.
Интересна характеристика прави на българското хайдутство Захари Стоянов в „записки по българските въстания“:
| „           | Наистина, че тия са излязвали няколко пъти по Балкана, като например Тотювото и Панайотово минувание в 1867 г., но това беше тогава, когато турците гледаха на българските чети като на разбойници и целта им още не беше определена. По-после обаче, когато нуждата от войводи започна да се усеща от година на година повече, поведението на тия някогашни юнаци беше неудовлетворително, ако не и скандальозно… За дяда Панайота нека кажат сливенци. Старите войводи имаха значение и кураж дотогава, докогато минуваха за хайдути и докогато турските аени ги имаха за бабаити на равна степен с турците. Щом думата комита доби право на гражданство, щом бесилките се устроиха из България, мисията на старите войводи престана вече. Нови идеи – нови хора! | “ |
| [ 4 ] [ 5 ] | |   |

Организираното съпротивително въоръжено движение по българските земи срещу централната османска власт е известно в българската историография като хайдутство.
В разговорния език и до днес хайдутин, преминало в диалектното айдук, хайдук, мн.ч. обикновено хайдуци (не хайдути) продължава още да се употребява синонимно (в официалното си властово значение от османско време) вместо „крадец“, „разбойник“.

## Прочути хайдути

### Армения
- Андраник
- Арабо
- Карекин Нъждех
- Монте Коняр

#### България
- Чавдар войвода
- Дельо войвода
- Индже Войвода
- Желю войвода
- Чакър войвода
- Ангел войвода
- Вълчан войвода
- Ильо войвода
- Капитан Петко войвода
- Панайот Хитов
- Филип Тотю
- Хаджи Димитър
- Стефан Караджа
- Капитан дядо Никола
- Ради Иванов
- Петър Муткуров
- Никола Крушкин-Чолака
- Кочо Муструка
- Иванчо Карасулията
- Апостол войвода

#### Влашко и Молдова
- Янку Жиану
- Раду Шепчя

#### Словакия
- Януш

#### Сърбия и Босна
- Януш Юрай Лазар, Сизур, Ярал

## Развитие и хронология
Най-ранната поява на хайдути се отвежда към началото на XV век и особено след неуспешния край на похода под предводителството на Янош Хуняди и Владислав Варненчик, завършил трагично в битката при Варна в 1444 г.
Бертрандон де ла Брокиер в 1433 г. пише, че Ихтиманските възвишения били свърталище на хайдути и там османците се чувствали много несигурно.
Още на следващата година след превземането на Константинопол (1454 г.) се съобщава за заловения в София от турската войска, водена лично от султана, пакостящ им войвода Радич. Приписката е лаконична: „1454 [година]. В тази година Мехмед цар [султан Мехмед II] плени Радич, български войвода в София.“
1573 г. – действия на хайдушка дружина начело с Толе войвода в Прилепско.
В 1594 г Баба Новак и Дели Марко с 800 конни хайдути и местни сили обсаждат Видин и Свищов, превземат крепостите Никопол и на запад Кладово, при последващия им рейд в 1596 са превзети Плевен, Враца и Мездра.
B март 1595 г., водени от Чавдар войвода, 2000 хайдути, включително дружината на Баба Новак, превземат София, по това време главен град на Румелия и седалище на румелийския бейлербей. Масови действия на хайдушки дружини и в Македония.
През 1615 г. в Софийско действува хайдушката дружина начело с Кьосоглу Вълко, а в Софийско и Златишко – дружината на Бързак войвода.
1618 г. – Хайдутски дружини начело с Бързак войвода и Пейо Иванов от Кремиковци действат в Софийско. Акции на хайдути в Кривопаланско.
1637 г. Действия на хайдутска дружина от 200 души в Западна Македония.
1666 г. Хайдути нападат Битолския безистен.
През средата на XVII век голям брой габровци хайдутстват из Шипченската планина, за което и съобщава Евлия Челеби.
1686 г. Действия на 4 – 5 хайдушки чети от 200 души в Костурско, Воденско и Хрупишко.
В края на века в хода на Голямата турска война и избухналите Второ Търновско и Чипровско въстания, в българските земи е в ход сериозно хайдушко движение, 1689 е времето на известния Карпош войвода, който е обявен от императора на Свещената Римска империя за „крал на Куманово“. В същата 1689 г. действия на хайдутския войвода Страхил и на войнуците в Пловдивско и Пазарджишко.
В 1690 г. хайдутите на Страхил войвода, подкрепени от австрийска войска, превземат Кюстендил и нападат София. Същата 1690 г. действия на хайдутска дружина от 100 души, начело със свещеника на с. Черна река, Видинско.
1698 г. Хайдути действат около Видин, Оряхово и Поломие.
Насетне, от битката при Зента с Карловацкия и Константинополския мир (1699 и 1700 г.), т.е. от началото на XVIII век, вече има точни исторически сведения за някои хайдути – великият Дончо Ватаха от Копривщица, Кара Танас от Катунище, Ангел войвода от село Новаково, Хасковско, Стоян войвода, Гълъб войвода и други. В народните песни се пее за много войводи като Чавдар, байрактаря му Лало, Страхил, Мануш, Индже (първоначално известен кърджалийски главатар), жени като Рада, Еленка, Тодорка, Бояна и т.н. Хайдутите действуват най-вече в планинските райони, които са труднодостъпни и в които лесно могат да се укрият и да получат народна закрила. Хайдути има в Стара планина и Средна гора, но също така и в Пирин, Рила, Витоша – около София, в Родопите, в Югоизточна България и другаде.
1705 г. Действия на хайдутска дружина във Видинско начело с Чока.
1713 г. Действия на хайдутски дружини в района на Тетово, Скопие, Щип, Кавадарци, Битоля, Лерин и Охрид.
1717 г. Действия на хайдутска чета, начело с Папазоглу в Оряховско.
1720 г. Отпор на родопски хайдути в Райково срещу опит за помохамеданчване.
1720 г. – отпор на родопски хайдути в Райково срещу опити за помохамеданчване.
В Софийско в 1758 г. хайдушка дружина влиза в сражение с турска войска,
Във Воденско в 1762 г. хайдушка дружина начело с кап. Пройо влиза в сражение с турска войска.
По време на Руско-турската война 1768 – 1774 г. хайдушки дружини се сражават с турците – в Силистренско, на Вичо, поп Марин и Недялко (1770 – 1771 г.); между 1771 и 1776 г. в Русенско, Видинско и Врачанско тилът на турците е атакуван от хайдушки дружини. Такива има и в Софийско, Дупнишко, Ихтиманско и други райони.
Най-известният български хайдутин от началото на XIX век е хайдут Велко, когото австрийските имперски власти, посредством сърбите, употребяват за реализирането на своите си външнополитически цели. Благодарение най-вече на изградената хайдушка организация от Велко по Църна река, Тимошко е присъединено към Княжество Сърбия през 1833 г. в изпълнение на Одринския мирен договор от 1829 г., с непосредствено предхождащата го Акерманска конвенция. В 1807 г. действия на отряда на хайдут Велко против кърджалиите. Още при избухването на Първото сръбско въстание хайдушки чети, като тази на Хайдут Велко, вземат активно участие в сраженията в Белградския пашалък.
Български хайдушки чети участват активно в Гръцката война за независимост, когато редица български хайдути участват на страната на гърците с четите си. Сред тях са Хаджи Христо Българин, Ангел Гацо, Индже войвода и други.
След Руско-турската война (1828 – 1829), броят на хайдутите продължава да се увеличава, като район на действие имат „България, Румелия и Македония – с една дума, навсякъде, където живеят българи“.
1849 г. Бунт във Видинско, начело с Пуйо войвода.
След неуспешната за Русия Кримска война, българското хайдутство е организирано в нови форми.
1861 – 1878 г. Действия на четата на Петко войвода в Беломорска Тракия.
1863 – 1865 г. Преминаване от Румъния в България на четите на Стоян войвода и Герго Капитански, на П. Хитов и Ст. Люцканов, на Христо Македонски и П. Стоянов, и други.
1867 г. – Четата на Панайот Хитов със знаменосец Васил Левски преминава Дунав при Тутракан. Четата на Филип Тотю преминава Дунав при Свищов. Чета, начело с Иван Кулин, Еремия Българов и Найден Пешов, преминава от Зайчар през Връшка чука в България.
1868 г. – Четата на Хаджи Димитър и Стефан Караджа преминава Дунав при с. Вардим, Свищовско.
1876 г. – Четата на Таньо Стоянов преминава Дунав източно от Тутракан. Четата на Христо Ботев преминава Дунав при Козлодуй. Четата на Сидер Грънчаров преминава от Сърбия в България.
Ильо войвода (известен и като последния хайдутин) от село Берово, Малашевско, заедно с Георги Раковски е водач на Първата българска легия в Белград. Ильо е извънредно ценен със съветите си, които дава при изграждането на ВМОРО.
След Освобождението на България, хайдутството е погълнато от движението за национално обединение на българските земи. Към него са вливат известни войводи, като Иванчо Карасулията, Петко Войвода, Апостол войвода – Ениджевардарското слънце и др.

## Отражение върху фолклора
В отношението си към хайдушкото движение, българският народ изгражда неповторими и митологизирани образи и на тези народни закрилници (подобно на юнаците от Крали Марко насетне), които образи са пресъздадени най-вече в народните песни и фолклора, и което явление е присъщо и на другите народи, намирали се под властта на по-ниско културен и цивилизован завоевател. Хайдушките песни възникват в отражение на хайдутството като народно и социално движение, което по историко-географски причини, се развива у южните славяни, и което през XIX век прераства в своеобразна форма на националноосвободително движение. Социална база за хайдутството дават онези, които са най-вече засегнати от поробителя по отношение на свещените си човешки права и свободи. Оскърбени, те са принудени да избягат в горите и планините и да отстояват своите потъпкани лични и естествени права.
Организираното хайдушко движение има социален и народен смисъл – срещу „изедниците“, т.е. срещу местната османска власт и администрация и срещу османския поробител в лицето на държавния глава – султана, а от 1517 г. и халиф на „правоверните“ мюсюлмани.